# Przykwa
Przykwa – wieś w Polsce położona w województwie lubelskim, w powiecie ryckim, w gminie Kłoczew.
W latach 1975–1998 miejscowość administracyjnie należała do województwa siedleckiego.
Wieś jest sołectwem w gminie Kłoczew. Według Narodowego Spisu Powszechnego z roku 2011 wieś liczyła 381 mieszkańców.
Wierni Kościoła rzymskokatolickiego należą do parafii św. Jana Chrzciciela w Kłoczewie.

## Historia
Słownik geograficzny Królestwa Polskiego z roku 1888 ujął wieś w opisie dwukrotnie jako: 
Przykwa (a wcześniej Przyklew), wieś włościańska, w powiecie garwolińskim, gminie i parafii Kłoczew, ma 20 domów i 220 mieszkańców, 32 osady z  508 mórg ziemi. Wchodziła dawniej w skład dóbr Janopol. Według noty  wieś ta prawdopodobnie  nosiła poprzednio nazwę Przyklew.
Przyklew, w XVI w. Przeklew, wieś nieistniejąca obecnie pod tą nazwą w parafii Kłoczew (w powiecie garwolińskim). W 1827 r. leżała w powiecie żelechowskim, była wsią prywatną, mającą 11 domów  i 117 mieszkańców odległa 5 1/2 mili od Łukowa. Według registru poborowego powiatu stężyckiego z r. 1569 wieś Przeklew w parafii Drzązgów, własność Piotra i Jędrzeja Kłoczowskiego, miała 3 łany (Pawiński, Małop., 332)(opis podaje Bronisław Chlebowski SgKP).